# Alvin Saunders
Alvin Saunders (Fleming megye, 1817. július 12. – Omaha, 1899. november 1.) az Amerikai Egyesült Államok szenátora (Nebraska, 1877–1883).